# Counter-Strike: Global Offensive
Counter-Strike: Global Offensive (CS:GO) es un videojuego de disparos en primera persona desarrollado por Valve Corporation y Hidden Path Entertainment. Es el cuarto juego de la saga Counter-Strike. Fue lanzado al mercado en agosto de 2012 para las plataformas de Microsoft Windows, macOS y Xbox 360 y PlayStation 3. La versión para Linux estuvo disponible al público en septiembre de 2014.
El juego consiste en dos equipos, los Terroristas y los Antiterroristas (T y CT, respectivamente), los cuales se enfrentan entre ellos en diferentes modos de juego. El modo más común es en el cual el bando Terrorista tienen que plantar y defender una bomba mientras los Antiterroristas defender las zonas de plante de la bomba y su posterior desactivación. Hay 9 modos de juego oficiales, cada uno con sus características específicas. El juego también tiene un sistema de emparejamiento, que permite a los jugadores demostrar su nivel en servidores dedicados de la propia desarrolladora, además de servidores creados por la comunidad. A finales de 2018, CS:GO se unió a la moda de los Battle-Royale sacando su propio modo de juego, "Danger-Zone".
CS:GO está centrado sobre todo en el modo competitivo. Tras su salida, se aceptó como sucesor de Counter-Strike 1.6 y Counter-Strike: Source, continuando el legado competitivo internacional de la saga. A día de hoy es uno de los principales videojuegos en la escena de los Esports, con equipos de todo el mundo luchando en ligas y torneos.
Counter-Strike 2, una actualización importante que lleva el juego al motor Source 2, se anunció el 22 de marzo de 2023 y se lanzó el 27 de septiembre de 2023. El emparejamiento oficial de Global Offensive se cerró ese día, aunque los jugadores aún podían conectarse a servidores comunitarios. Posteriormente se lanzó una versión heredada de Global Offensive para dispositivos y plataformas obsoletos que no podían ejecutar Counter-Strike 2, aunque el emparejamiento todavía estaba deshabilitado. Además, el juego sigue siendo jugable en Xbox 360 y PlayStation 3.

## Jugabilidad
Global Offensive, al igual que los juegos anteriores de la serie Counter-Strike, es un juego de disparos en primera persona multijugador basado en objetivos. Dos equipos opuestos, los terroristas y los antiterroristas, compiten en modos de juego para completar objetivos repetidamente, como asegurar un lugar para colocar o desactivar una bomba y rescatar o capturar rehenes.  Al final de cada ronda corta, los jugadores son recompensados en función del desempeño individual y del equipo con moneda del juego para gastar en otras armas o utilidades en rondas posteriores. Ganar rondas generalmente recompensa más dinero que perder, y completar objetivos basados en mapas, incluido matar enemigos, otorga bonificaciones en efectivo adicionales.
Hay cinco categorías de armamento adquirible: rifles, metralletas, armamento "pesado" (ametralladoras ligeras y escopetas), pistolas y granadas. Cada arma en Global Offensive tiene un patrón de retroceso único que se puede controlar, una característica del juego con la que la serie ha estado asociada durante mucho tiempo. El juego también introdujo armas y equipos que no se habían visto en entregas anteriores, incluidas pistolas Taser y las granadas incendiarias.
El emparejamiento en el juego es compatible con todos los modos de juego en línea y se administra a través de la plataforma Steam. Los servidores del juego se ejecutan con Valve Anti-Cheat para evitar trampas. Una forma de emparejamiento en Global Offensive para evitar trampas es el Prime Matchmaking, que organiza partidos que solo se pueden jugar con otros usuarios con el estado "Prime". Esta característica también da como resultado coincidencias más igualadas ya que hay menos "tramposos" en estas coincidencias. La versión para PC de Global Offensive también admite servidores privados dedicados a los que los jugadores pueden conectarse a través del menú del servidor comunitario en el juego. Estos servidores pueden verse muy modificados y pueden diferir drásticamente de los modos de juego base. Ha habido muchas modificaciones creadas por la comunidad para el juego, una de las más populares es Kreedz Climbing, una modificación que hace que los jugadores completen carreras de obstáculos que requieren técnicas avanzadas de ametrallamiento y salto.

## Versión para consolas
Este juego salió también para las consolas PS3, XBOX 360 Y XBOX ONE sin embargo solo recibió actualizaciones menores por un corto tiempo, debido a la disconformidad inicial de los usuarios ya que la jugabilidad era mala y había mucha dificultad en apuntar con el arma a diferencia de los usuarios de PC, por lo que Valve optó por dejar de lado esta versión "abandonándola" solo meses después. CS GO salió a venta incluyendo 15 mapas jugables en total, 8 en modo casual, 6 en demolición (Train se repite) y 2 en carrera de armamento. Se esperaba que con las siguientes actualizaciones se incluyan los mapas Assault, Aztec 2 y Vertigo pero eso no sucedió.
El servicio Online de Counter Strike Global Offensive para PS3 cerró el 24 de mayo del 2018.

## Características

### Personajes (Agentes)
Los agentes y facciones introducidas en CS:GO son:
- Phoenix Connexion
- Seal Team 6
- Elite Crew
- IDF
- Piratas
- GSG-9
- Atracadores
- Balkans
- SAS
- FBI
- SWAT
- Militar
- GIGN
- Primer Aviso

### Armas
A diferencia de entregas anteriores de la saga Counter-Strike, en Counter-Strike: Global Offensive se usan modelos y nombres de armas reales. Hay varios tipos de armas. En la actualización del 14 de agosto de 2013, se incluyeron los silenciadores y se regalaron la USP-S y la M4A1-S para reemplazarlas por la M4A4 y la P2000. En esta actualización también se añadió la personalización de armas con Skins (pinturas de decoración para el arma).
Las Skins pueden obtenerse de tres maneras:
- Al finalizar una partida existe la oportunidad de obtener una caja (drop). Para abrirla es necesario comprar una llave (con dinero real). Al abrir esta caja se obtendrá una sola skin al azar de todas las disponibles en la caja, habiendo mayor probabilidad de conseguir aquellas consideradas de una categoría menor (generalmente skins de las armas menos utilizadas) y existiendo una menor probabilidad de conseguir aquellas consideradas de una categoría mayor (esto último es, generalmente, skin de cuchillo o guantes).

- Al subir de nivel obtendrás un drop que puede ser tanto de una skin aleatoria como de un grafiti.

- Comprándolas en el Mercado de la Comunidad de Steam.

- Realizando intercambios con otros jugadores, ya sea intercambiando por otras skins de tu inventario, como por otros objetos disponibles para realizar intercambios tales como cajas, llaves, cromos de Steam, objetos de otros juegos, etc. En cualquiera de los casos es deber de ambos usuarios llegar a un acuerdo para completar el intercambio.
- Comprándolas en páginas web externas con dinero real. Este método no está permitido ni autorizado por Valve así que la cuenta de Steam puede acabar baneada, además de haber posibles estafas y páginas web fraudulentas. Como curiosidad, el AWP Dragon Lore se ha llegado a vender por más de 10 000 dólares y la M4A4 howl se ha llegado a vender por más de 100.000 dólares.

Un detalle que a mucha gente le gustó es que ciertas skins traen un contador de muertes que solo funciona cuando el arma la usa su propietario, de esa manera se puede saber con exactitud cuantas muertes llevan con dicha arma. Este tipo de armas forman parte de la categoría denominada StatTrak.
En la actualización del 12 de febrero de 2014 se agregó una nueva pistola automática la CZ75-Auto, que puede reemplazarse por la Tec-9 (Terroristas) y la Five-SeveN (Antiterroristas).
Al presionar la tecla «F», el personaje examinara el arma que lleva. Puede examinar todo tipo de armas excepto las granadas, la bomba y el Zeus27.
| Antiterroristas | Terroristas | Ambos bandos            |
| --------------- | ----------- | ----------------------- |
| P2000 / USP-S   | Glock-18    |                         |
|                 |             | Berettas Dobles         |
|                 |             | P250                    |
| Five-SeveN      | TEC-9       | CZ75-Auto               |
|                 |             | Desert Eagle / Revólver |

Al inicio de partida y, si mueres, al principio de cada ronda, recibes el arma por defecto del bando (CTs: P2000 o USP-S, Ts: Glock-18). Las pistolas son muy importantes, no sólo al quedarse sin balas en el arma principal, ya que de ellas dependen las 2 rondas más importantes de las partidas, las Rondas de Pistolas. Estas se efectúan al principio de cada bando (rondas 1 y 16) y al sólo tener disponibles 800$, limita la compra de armas que no sean pipas. Según la victoria o derrota dependen las siguientes rondas del partido, así que es muy importante planear una buena estrategia.
Las pistolas se vuelven protagonistas en otros momentos de la partida, ya que si la economía de uno de los 2 equipos se desmorona, deben hacer una ronda "eco" 

#### Armas Pesadas
- Nova

- XM1014

- MAG-7 (Antiterrorista)

- Recortada (Terrorista)

- M249

- Negev

#### Subfusiles
- MAC-10 (Terroristas)

- MP9 (Antiterroristas)

- MP7 (Puede reemplazarse por la MP5-SD)

- UMP-45

- P90: Arma automática de 50 balas por cargador

- PP-Bizon

- MP5-SD

#### Fusiles de asalto y de francotirador
- Galil AR (Terroristas) / FAMAS (Antiterroristas)

- AK-47 (Terroristas)

- M4A4 (Antiterroristas; puede remplazarse por la M4A1-S a partir de la actualización del 14 de agosto de 2013)

- Steyr SSG 08, también llamada Scout

- SG 553 (Terroristas) / AUG (Antiterroristas)

- AWP

- G3SG1 (Terroristas) / SCAR 20 (Antiterroristas)

#### Granadas
- Cóctel molotov (Terroristas) / Granada incendiaria (Antiterroristas)

- Granada aturdidora

- Granada HE

- Granada de humo

- Granada señuelo

#### Equipo
- Chaleco

- Chaleco + Casco

- Zeus x27

- Kit de desactivación de bombas o de rescate de rehenes (dependiendo del mapa en cuestión)

#### Cuchillos
- Bayonet
- Bowie Knife
- Butterfly Knife
- Classic Knife (usado en el CS 1.6)
- Falchion Knife
- Flip Knife
- Gut Knife
- Huntsman Knife
- Karambit
- M9 Bayonet
- Navaja Knife
- Nomad Knife
- Paracord Knife
- Shadow Daggers
- Skeleton Knife
- Stiletto Knife
- Survival Knife
- Talon Knife
- Ursus Knife

### Modos de juego
- Competitivo: También llamado matchmaking, es el modo por excelencia en el cual 2 equipos de 5 jugadores cada uno se enfrentan en una partida al mejor de 30 rondas. Al jugar en Competitivo, los jugadores entran en un ranking basado en su habilidad, y son emparejados con jugadores de su mismo nivel. Tras la actualización de la operación Broken Fang, se añadió el sistema Premier en el que los jugadores, al buscar partida, pueden elegir y descartar los mapas del competitivo actuales (Nuke, Vertigo, Ancient, Overpass, Inferno, Mirage y Anubis) hasta que quede el mapa que se desee jugar. La comunidad ha pedido a Valve en numerosas ocasiones mejoras en el sistema de emparejamiento, la protección ante los cheaters, o servidores de mejor calidad.

- Juegos de Guerra:
  - Carrera de Armamentos: Todos los jugadores comienzan con la misma arma o su equivalente de cada bando. Recibes un arma nueva cada vez que matas a dos personas. Empiezas con un subfusil; después recibes escopetas, rifles, ametralladoras, pistolas y por último el cuchillo de oro, son 27 en total contando el cuchillo, si te matan con un cuchillo (que no sea el de oro, ya que con él se termina la partida) vuelves al arma anterior y tienes que volver a matar con esa arma para seguir avanzando. De esta forma irás pasando por casi todas las armas del videojuego en el trascurso de la partida.
  - Demolición: Combina las normas de Carrera de Armamentos y de Desactivación de bomba. Todos los jugadores comienzan con la misma arma (Antiterroristas - M4A1 o M4A4 / Terroristas - AK47). Las armas cambiarán al comienzo de cada ronda solamente si mataste a alguien en la ronda anterior. Al matar a más de un enemigo, además del cambio de arma, se te agrega una granada. La idea del modo es ver la habilidad de cada jugador con armas de inferior impacto ya que se arranca con un arma muy potente y continua con los subfusiles y pistolas, para terminar con armas de largo alcance.
  - Cazapatos: Todos los jugadores reciben un SSG 08 y un cuchillo al inicio de cada ronda estando la compra deshabilitada. La gravedad está reducida y la aceleración en el aire está elevada, además la propagación aérea del francotirador es inexistente en este modo de juego, lo que hace más fácil acertar los disparos en el aire. La partida sigue las mismas normas que el modo Casual y solo se puede jugar en los mapas Shoots, Safehouse, Dizzy y Lake. Este modo de juego fue incluido en la Operación Hydra temporalmente y en el 13 de noviembre de 2017 se hizo permanente en el juego.
  - Danger Zone: Este modo de juego consiste en un Battle Royale de 16 jugadores si se juega en solitario, y de 18 jugadores si se juega en dúos o en equipos de 3. Las partidas son bastante rápidas en comparación con otros Battle Royale del momento, ya que no suelen durar más de 10 minutos. Fue lanzado en diciembre de 2018, con el anuncio de Free-To-Play.[13]
- Casual:
  - Misión de desactivación: Los jugadores se dividen en dos equipos: los terroristas deben llevar la bomba hasta los objetivos señalados en el mapa (hay dos lugares llamados A y B señalizados por todo el mapa con flechas pintadas en la pared) y colocarla; los antiterroristas deben evitarlo o desactivar la bomba en caso de que la coloquen. En esta modalidad, los antiterroristas pueden adquirir el Kit de desactivación (lo recibirán sin coste alguno en el comienzo de cada ronda en la modalidad Casual) para reducir el tiempo requerido para desactivar la bomba. Para ganar la ronda debes cumplir el objetivo o eliminar a todos los jugadores del equipo rival. En caso de que los terroristas hayan colocado la bomba, los antiterroristas siempre deberán desactivarla para poder ganar la ronda aunque hayan eliminado por completo al equipo terrorista. El tiempo que transcurre desde que la bomba es plantada hasta que explota (si no es desactivada por un antiterrorista) son aproximadamente 30 segundos.
  - Misión de rehenes: A este modo de juego se le podría llamar un "Atrapa la bandera", con el cambio de que solo los antiterroristas pueden coger a los rehenes. El equipo antiterrorista debe encontrar y rescatar a al menos un rehén; los terroristas deben evitarlo. Normalmente los rehenes aparecen en una zona cercana a la base de los terroristas. Para rescatar a los rehenes, los antiterroristas deben acercarse y presionar la tecla de “Interactuar“ dejarla presionada cuatro segundos. Hay un Kit de rescate de rehenes que reduce el tiempo de rescate a dos segundos. Los terroristas no pueden mover a los rehenes. Los antiterroristas deberán escoltarlos con vida hasta la zona de evacuación, cerca de la base de los antiterroristas. Gana la partida el equipo que cumple el objetivo o acaba con todos los jugadores del equipo rival. Las armas se pueden comprar al principio de cada ronda con el dinero ganado y si sobrevives hasta el final de la ronda, comienzas la siguiente ronda con las mismas armas. Dañar a los rehenes tiene una sanción económica.

- Deathmatch: Es una partida a 10 minutos en donde gana el jugador que más puntos ha conseguido. Estos puntos se consiguen matando enemigos, las armas son a elección aunque el modo da la opción de dar un arma al azar en cada reaparición. Un complemento que tiene para sumar más puntos es que a cada ciertos segundos da bonus por matar con cierta arma en particular, pulsando la G en ese momento volverás a aparecer con dicha arma y la vida al máximo.

### Matchmaking
En esta nueva entrega de Counter Strike se le ha dado mucho interés al modo competitivo, incluyendo un buscador de partidas en línea, en donde se juega una partida 5 contra 5 al mejor de 30 rondas, es decir, el que logre ganar 16 rondas gana la partida. Las primeras 15 rondas cada equipo juega en un bando (Terrorista o Antiterrorista) elegido al azar, y en las restantes 15 rondas (si hacen falta para determinar al ganador) los equipos cambian al otro bando. En un principio sólo estaban disponibles servidores europeos y estadounidenses, pero con el auge en Sudamérica han agregado servidores en Brasil para que no haya problemas de latencia. El emparejamiento de los jugadores se hace mediante su grupo de habilidad. Para los jugadores nuevos, dicho grupo de habilidad se obtiene al ganar 10 partidas, de esta manera el sistema evalúa el rendimiento en cada una y determina el grupo de habilidad. Una vez obtenido, conforme se vayan jugando las partidas, el grupo de habilidad puede variar subiendo o bajando dependiendo del resultado de tus partidas (Victoria o Derrota) y el número de rondas ganadas. Se puede hacer la búsqueda de partida en solitario o en grupo hasta un total de 5 jugadores, dejando la posibilidad de que "una premade" (grupo de 5 jugadores) tenga total libertad para jugar en el mismo equipo sin problemas.

#### Grupos de habilidad de Matchmaking
- Plata I
- Plata II
- Plata III
- Plata IV
- Élite de Plata
- Maestro Élite de Plata
- Nova de Oro I
- Nova de Oro II
- Nova de Oro III
- Maestro  Nova de Oro
- Guardián Maestro I
- Guardián Maestro II
- Guardián Maestro de Élite
- Guardián Maestro Distinguido
- Águila Legendaria
- Águila Legendaria Maestra
- Maestro Supremo de Primera Clase
- La Élite Global

#### Grupos de habilidad de Danger Zone
- Lab Rat I
- Lab Rat II
- Sprinting Hare I
- Sprinting Hare II
- Wild Scout I
- Wild Scout II
- Wild Scout Elite
- Hunter Fox I
- Hunter Fox II
- Hunter Fox III
- Hunter Fox Elite
- Timber Wolf
- Ember Wolf
- Wildfire Wolf
- The Howling Alpha

De los cuales determinan el nivel de habilidades del jugador, donde se puede definir como:
- Grupo de habilidad Plata: el jugador es un completo novato en el juego, aún no tiene estrategias definidas en cada partida y tiende a cometer errores evitables.
- Grupo de habilidad Nova de oro o Nova: el jugador domina tácticas básicas y puede controlar el retroceso (o recoil) de algunas armas, éste está comenzando a desarrollar estrategias de juego.
- Grupo de habilidad Guardián Maestro o comúnmente conocido como AK: el jugador posee una habilidad avanzada, donde se aprecia el control del retroceso (o recoil) de la mayoría de las armas y amplía su forma de ataque, este está adquiriendo dominio de lanzamiento de utilidades y mejoras de estrategias de juego.
- Grupo de habilidad Guardián Maestro Distinguido o Sheriff: representa el dominio de estrategias avanzadas, lanzamiento de utilidades y ángulos en la mayoría de los mapas.
- Grupo de habilidad Águila Legendaria: en este rango comienza la élite de Counter-Strike: Global Offensive, ya se aprecia un dominio de la gran mayoría del juego por parte del jugador.
- Grupo de habilidad La Élite Mundial o The Global Elite: representa la consolidación total de todas las habilidades desarrolladas, donde el jugador puede ser aspirante a jugador profesional.

## Workshop, Operaciones, Majors & Pick'Em Challenge y Cajas

### Workshop
El Workshop es un foro de la comunidad de Steam que da la posibilidad a los jugadores de subir sus propias creaciones de mapas, skins y pegatinas, con la opción de que los usuarios den su opinión para incluirlas en próximas actualizaciones. Usualmente Valve se apoya en esta función para introducir nuevo contenido, llegando a sacar cápsulas, cajas y mapas creados al completo por la comunidad. En el caso de la caja Dreams and Nightmares, Valve dio 100.000 dólares a cada uno de los creadores de las 17 skins (1.700.000 dólares en total).

### Operaciones
Las Operaciones son un tipo de DLC de contenido creado por la comunidad y la propia desarrolladora. Estas incluyen misiones, mapas, skins, pegatinas y una moneda que da acceso a todo el contenido. Las operaciones que han salido son las siguientes:
- Operación Payback (26 de abril de 2013 al 31 de agosto de 2013)
- Operación Bravo (19 de septiembre de 2013 al 5 de febrero de 2014)
- Operación Phoenix (20 de febrero de 2014 al 11 de junio de 2014)
- Operación Breakout (1 de julio de 2014 al 2 de octubre de 2014)
- Operación Vanguard (11 de noviembre de 2014 al 31 de marzo de 2015)
- Operación Bloodhound (26 de mayo de 2015 al 1 de octubre de 2015)
- Operación Wildfire (17 de febrero de 2016 al 15 de julio de 2016)
- Operación Hydra (23 de mayo de 2017 al 13 de noviembre de 2017)
- Operación Shattered Web (18 de noviembre de 2019 al 30 de marzo de 2020)
- Operación Broken Fang (3 de diciembre de 2020 al 3 de mayo de 2021)
- Operación Riptide (21 de septiembre de 2021 al 20 de febrero de 2022)

### Majors y desafíos Pick'Em
Los desafíos Pick'Em permiten al usuario predecir los resultados del campeonato patrocinado por Valve más conocido, los Majors.
- DreamHack Winter 2013 (28 al 30 de noviembre)
- EMS One Katowice 2014 (13 al 16 de marzo)
- ESL One Cologne 2014 (14 al 17 de agosto)
- DreamHack Winter 2014 (27 al 29 de noviembre)
- ESL One Katowice 2015 (12 al 15 de marzo)
- ESL One Cologne 2015 (20 al 23 de agosto)
- DreamHack Cluj-Napoca 2015 (28 de octubre al 1 de noviembre)
- MLG Major Columbus 2016 (29 de marzo al 3 de abril)
- ESL One Cologne 2016 (05 al 10 de julio)
- ELEAGUE Major Atlanta 2017 (22 al 29 de enero)
- PGL Major Krakow 2017 (16 al 23 de julio)
- ELEAGUE Major Boston 2018 (12 al 28 de enero)
- FACEIT Major London 2018 (16 al 23 de septiembre)
- IEM Katowice Major 2019 (13 de febrero al 3 de marzo)
- StarLadder Berlín Major 2019 (23 agosto al 8 de septiembre)
- PGL Major Stockholm 2021 (26 de octubre al 7 de noviembre)
- PGL Major Antwerp 2022 (9 al 22 de mayo)
- IEM Rio Major 2022 (31 de octubre al 13 de noviembre)
- Blast.tv Paris Major 2023 (08 al 21 de mayo)

### Cajas (sin incluir los paquetes de regalo)
- CS:GO Weapon Case
- eSports 2013 Case
- Operation Bravo Case
- CS:GO Weapon Case 2
- eSports 2013 Winter Case
- Winter Offensive Weapon Case
- CS:GO Weapon Case 3
- Operation Phoenix Weapon Case
- Huntsman Weapon Case
- Operation Breakout Weapon Case
- eSports 2014 Summer Case
- Operation Vanguard Weapon Case
- Chroma Case
- Chroma 2 Case
- Falchion Case
- Shadow Case
- Revolver Case
- Operation Wildfire Case
- Chroma 3 Case
- Gamma Case
- Gamma 2 Case
- Glove Case
- Spectrum Case
- Operation Hydra Case
- Spectrum 2 Case
- Clutch Case
- Horizon Case
- Danger Zone Case
- Prisma Case
- CS20 Case
- Shattered Web Case
- Prisma 2 Case
- Fracture Case
- Operation Broken Fang Case
- Snakebite Case
- Operation Riptide Case
- Dreams & Nightmare Case
- Recoil Case
- Revolution Case

## Desarrollo y lanzamiento
Counter-Strike: Global Offensive es la secuela del popular shooter en primera persona Counter-Strike: Source, desarrollado por Valve. El desarrollo de Global Offensive comenzó cuando Hidden Path Entertainment intentó trasladar Counter-Strike: Source a consolas de videojuegos. Durante su desarrollo, Valve vio la oportunidad de convertir el port en un juego completo y ampliar la jugabilidad del predecesor. Global Offensive comenzó a desarrollarse en marzo de 2010 y se reveló al público el 12 de agosto de 2011. La beta cerrada comenzó el 30 de noviembre de 2011 e inicialmente estuvo restringida a unas diez mil personas que recibieron una clave en eventos destinados a mostrar Global Offensive. Después de que se solucionaron los problemas con la estabilidad del cliente y del servidor, la versión beta se abrió progresivamente a más personas, y en el E3 2012, Valve anunció que Global Offensive se lanzaría el 21 de agosto de 2012, y la beta abierta comenzaría aproximadamente un mes  antes de eso. Antes de la versión beta pública, Valve invitó a jugadores profesionales de Counter-Strike a probar el juego y dar su opinión.
Había planes para el juego cruzado multijugador entre jugadores de Windows, OS X, Linux, Xbox 360 y PlayStation 3, pero finalmente se abandonó para que las versiones para PC y Mac pudieran actualizarse activamente. El 21 de agosto de 2012, el juego fue lanzado públicamente en todas las plataformas excepto Linux, que no se lanzaría hasta el 23 de septiembre de 2014.

### Actualizaciones post-lanzamiento
Desde el lanzamiento inicial de Global Offensive, Valve ha seguido actualizando el juego introduciendo nuevos mapas y armas, modos de juego y cambios en el equilibrio de armas. Una de las primeras adiciones importantes al juego después del lanzamiento fue la actualización "Arms Deal". Lanzada el 13 de agosto de 2013, la actualización agregó acabados cosméticos de armas o skins al juego. Estos artículos se pueden obtener mediante un mecanismo de caja de botín; los jugadores recibirían estuches que podrían desbloquearse usando claves virtuales, compradas a través de microtransacciones dentro del juego. Global Offensive tiene soporte para Steam Workshop, lo que permite a los usuarios cargar contenido creado por ellos, como mapas, diseños de armas y modos de juego personalizados. Algunas skins populares creadas por usuarios se agregan al juego y se pueden obtener al abrirlas en cajas. Los creadores de las skins reciben un pago cuando su artículo se agrega a una caja. Estos aspectos ayudaron a formar una economía virtual en Global Offensive, lo que llevó a la creación de sitios de juegos de azar, apuestas y comercio. La adición de skins y la economía virtual asociada lanzó el número de jugadores de Global Offensive más allá de los otros juegos de la serie Counter-Strike y es una de las actualizaciones más importantes en la historia del juego.
Ocasionalmente se llevan a cabo eventos llamados "Operaciones" y se puede acceder a ellos a través de paquetes de expansión que se pueden comprar en forma de "pases de operación". Estos pases otorgan acceso a objetivos de operación que se distribuyen en diferentes modos de juego, como en Arms Race y Deathmatch, o en modos de juego específicos de operación, vistos por primera vez en la  Operación Hydra, lanzada en mayo de 2017. Completar estos desafíos recompensa al jugador con experiencia y la capacidad de actualizar la "moneda de la operación". Los mapas en las operaciones están hechos por la comunidad, lo que significa que algunos de los ingresos obtenidos se destinan a los diseñadores de tales mapas.
Una actualización de octubre de 2014 agregó "kits de música", que reemplazan la música predeterminada del juego con música de artistas de bandas sonoras encargados por Valve. Si un jugador con un kit de música equipado se convierte en el jugador más valioso de la ronda, su música se reproducirá para los demás al final de la ronda. Hay una función que permite tomar prestados kits y venderlos e intercambiarlos a través del Mercado de la Comunidad de Steam.
En 2016, el juego obtuvo dos remakes de mapas originales de Counter-Strike, así como la introducción del emparejamiento Prime y elementos adicionales. Como parte de la promoción de Operation Wildfire, Nuke fue rehecho y relanzado en febrero con el objetivo principal de equilibrar el mapa y hacerlo más agradable estéticamente. En abril, se agregó al juego el emparejamiento Prime. Para participar en este modo, el usuario debía tener un número de teléfono verificado conectado a su cuenta. Se introdujo en un intento de evitar que jugadores legítimos jugaran con tramposos o jugadores altamente calificados que jugaran en cuentas alternativas de menor rango, una práctica conocida coloquialmente como "smurfing". Inferno, otro mapa original, fue relanzado en octubre. Valve dijo que tenían tres razones detrás del remake: "mejorar la visibilidad; hacer que sea más fácil moverse en grupos; y ajustarlo con los comentarios de los jugadores". También en octubre, se agregaron al juego elementos consumibles llamados graffiti. Estos elementos reemplazaron una característica presente en las versiones anteriores de la serie llamada aerosoles o sprays. Anteriormente, los jugadores podían personalizar sus sprays. Las ideas de graffiti se pueden cargar en Steam Workshop de manera similar a los diseños de armas y los jugadores pueden comprar e intercambiar los graffiti existentes en el juego. Un mes después, se agregaron guantes de diferentes estilos para obtener.
En septiembre de 2017, Valve Company trabajó con el editor Perfect World para lanzar Global Offensive en China continental. Los ciudadanos chinos, con su identificación verificada, pueden recibir el juego gratis y obtener el estatus de emparejamiento Prime de inmediato. El juego se juega a través del launcher de Perfect World y contiene numerosos cambios exclusivos en el juego, incluida la censura de calaveras y otros símbolos. Algunos otros cambios se produjeron en la estética de ciertos mapas, por ejemplo, se eliminaron la hoz y el martillo en Cache y Train. En preparación para el lanzamiento, varias ciudades de China celebraron y promocionaron intensamente su próximo lanzamiento. Los usuarios que jugaron el juego durante el mes de lanzamiento recibieron cosméticos promocionales gratuitos.
En noviembre de 2017, se anunció una actualización del emparejamiento competitivo. Llamado "Factor de Confianza", significaba que el "Factor de Confianza" de un jugador se calcularía a través de acciones tanto en el juego como en todo Steam. Factores como el tiempo de juego en Global Offensive, las veces que un usuario ha sido denunciado por hacer trampa, el tiempo de juego en otros juegos de Steam y otros comportamientos ocultos por Valve se tienen en cuenta cuando se desarrolla el "factor de confianza" de un usuario. Esto se hizo en un intento de permitir que la comunidad volviera a unirse en el emparejamiento, ya que el emparejamiento Prime separaba a los jugadores Prime y no Prime entre sí. Valve no permite a los usuarios ver su "factor de confianza" ni revelar todos los factores que determinan la "confianza" de un jugador. En agosto de 2018, se lanzó una versión sin conexión del juego que permite a los jugadores jugar sin conexión con bots, con los que se puede jugar con distintas dificultades.
Una actualización lanzada el 6 de diciembre de 2018 hizo que el juego fuera completamente gratuito. Los usuarios que habían comprado el juego antes de esta actualización fueron ascendidos automáticamente al estado "Prime" y se les dieron modos que pueden arrojar artículos cosméticos. Además, la nueva versión introdujo un modo Battle Royale llamado "Danger Zone".
En noviembre de 2019, se lanzó la Operación Shattered Web. Funcionó de manera similar a las operaciones anteriores e introdujo nuevos modelos de personajes y un sistema de pase de batalla.
En abril de 2020, se filtró en Internet el código fuente de las versiones 2018 de Counter-Strike: Global Offensive y Team Fortress 2. Esto generó temores de que usuarios malintencionados aprovecharan el código para desarrollar software potencial de ejecución remota de código y atacar servidores de juegos o las propias computadoras de los jugadores. Varios proyectos de fanes en curso detuvieron temporalmente su desarrollo a raíz de esta noticia hasta que se pudiera determinar una mejor confirmación del impacto de la filtración. Valve confirmó la legitimidad de las filtraciones de código, pero afirmó que no creen que afecte a los servidores y clientes que ejecutan las últimas versiones oficiales de ninguno de los juegos.
En diciembre de 2020, se lanzó la Operación Broken Fang acompañada de un tráiler cinematográfico, el primer tráiler cinematográfico oficial de Counter-Strike: Global Offensive en ocho años desde el tráiler de lanzamiento oficial.
En mayo de 2021, se lanzó un servicio de suscripción llamado "CS:GO 360 Stats" por $0,99 dólares al mes. Incluye acceso a estadísticas detalladas de los partidos de los modos de juego oficiales Competitivo, Premier y Wingman y al informe de probabilidad de ganar la ronda presentado en la Operación Broken Fang. La actualización recibió una respuesta mixta por parte de los jugadores, y muchos señalaron sitios web gratuitos de terceros que ya proporcionaban estadísticas similares.
En septiembre de 2021, se lanzó Operation Riptide, que agregó cambios en la jugabilidad y el emparejamiento, nuevos mapas y nuevos elementos cosméticos.
En enero de 2022, se lanzó una actualización que agrega compatibilidad con Flick Stick para controladores de juegos giroscópicos. Flick Stick es un esquema de control que permite al jugador "desplazar" rápidamente su vista usando el joystick analógico derecho, mientras delega toda la puntería fina a los movimientos giroscópicos.

### Counter-Strike 2
En marzo de 2023, Valve anunció Counter-Strike 2 como una actualización de Global Offensive. Tras una beta cerrada que comenzó el 22 de marzo de 2023, el juego se lanzó el 27 de septiembre de 2023.
Counter-Strike 2 presenta importantes mejoras técnicas con respecto a Global Offensive. La actualización de Counter-Strike 2 trasladó el juego del motor de juego Source a Source 2, introdujo "humos responsivos" con los que se puede interactuar y versiones rediseñadas de mapas de series clásicas. Se eliminaron varias características de Global Offensive, como los modos de juego Arms Race y Danger Zone, y se eliminaron los 167 logros del juego. Además de esto, sólo se incluyeron diez mapas en el lanzamiento.
Counter-Strike 2 reemplazó a Global Offensive en Steam, pero sigue siendo posible jugar Global Offensive en servidores comunitarios seleccionando una versión anterior en un panel de configuración de Steam. Además, la versión de la consola Xbox 360 no se actualizó y Global Offensive sigue siendo jugable allí. Counter-Strike 2 recibió una respuesta mixta de los jugadores, principalmente como resultado del contenido eliminado.

### Juegos de azar, apuestas de terceros y blanqueo de capitales
Tras la actualización Arms Deal en agosto de 2013, las skins formaron una economía virtual debido a su rareza y otros factores de alto valor que influyeron en su atractivo y deseabilidad. Debido a esto, se creó una serie de sitios de intercambio de skins habilitados por la API de Steamworks. Algunos de estos sitios comenzaron a ofrecer funciones de juego, permitiendo a los usuarios apostar sobre el resultado de partidos profesionales con skins. En junio y julio de 2016, se presentaron dos demandas formales contra estos sitios de juegos de azar y Valve, afirmando que fomentan el juego de menores y la promoción no revelada por parte de algunos streamers. Valve, a su vez, comenzó a tomar medidas para evitar que estos sitios utilizaran Steamworks con fines de apuestas y, como resultado, varios de estos sitios dejaron de funcionar. En julio de 2018, Valve deshabilitó la apertura de contenedores en Bélgica y los Países Bajos después de que sus cajas de botín pareciera que violaban las leyes de juego holandesas y belgas.
En 2019, Valve realizó cambios en la mecánica de las cajas de botín de Global Offensive debido a que se dio cuenta de que "casi todo" el comercio de llaves de las cajas de botín lo realizaban organizaciones criminales como método de lavado de dinero. Valve emitió un comunicado diciendo: “En el pasado, la mayoría de las transacciones de llaves que observamos eran entre clientes legítimos. Sin embargo, las redes de fraude de todo el mundo han pasado recientemente a utilizar las llaves de CS:GO para liquidar sus ganancias. En este punto, se cree que casi todas las compras de llaves que terminan siendo comercializadas o vendidas en el mercado provienen de fraude. Como resultado, hemos decidido que las llaves recién adquiridas ya no serán negociables ni comercializables”.

## Controversia
- El juego ha sido denunciado por FACUA (consumidores en acción) para que elimine la simbología etarra de su videojuego antes de su lanzamiento, alegando sensibilidad y respeto a la memoria de las víctimas y sus familiares.[81] En el videojuego se permite emular a terroristas, denominados Separatists (separatistas), que aparecen ataviados con capuchas blancas y boinas como las que usaba ETA en sus comunicados.[82]

- El jugador profesional Kory “Semphis” Friesen, miembro del equipo Nihulim Gaming, ha admitido en una entrevista para el canal de YouTube Launders CStrike que durante una competencia de la ESEA celebrada en los Estados Unidos estaban bajo los efectos del Adderall.[83]

- Los youtubers ProSyndicate y TmarTn estuvieron envueltos en una de las tantas polémicas de las páginas de gambling (juegos de apuestas) por su página CSGOLotto que eran accionistas, ellos animaban a sus seguidores a entrar a su página y jugar cuando ellos eran los propietarios de la página. Esto dio una mala imagen a la comunidad de CSGO por un largo periodo de tiempo.[84]
- En agosto de 2020 salió a la luz un bug o exploit que permitía a los entrenadores de los equipos visualizar ciertas partes del mapa durante la ronda, pudiendo así pasar información de las posiciones a los jugadores de su equipo. Múltiples equipos competitivos profesionales decidieron expulsar a sus entrenadores cuando estos fueron acusados de la utilización de este bug. Así como también ESL y otras organizaciones decidieron sancionar a estos impidiéndoles competir por ciertos plazos de tiempo.[85] En agosto de 2021, uno de los entrenadores implicados, HUNDEN, entrenador del equipo Heroic admitió que algunos de los jugadores de su equipo eran conocedores del bug, lo que da lugar a una nueva investigación de la ESIC.[86]

## Recepción
Counter-Strike: Global Offensive recibió una recepción generalmente positiva de los críticos, según el agregador de reseñas Metacritic. Desde el lanzamiento del juego, Global Offensive se ha mantenido como uno de los juegos más jugados y de mayor recaudación en Steam. El juego ganó el premio "eSports Game of the Year" elegido por los fanáticos en The Game Awards 2015.
Algunas de las características de los primeros lanzamientos del juego fueron criticadas por los críticos. Mike Sharkey de GameSpy no creía que el nuevo contenido agregado fuera bueno o que hubiera mucho de él, y dijo que el sistema de calificación Elo parecía ineficaz con muchos jugadores de varios niveles de habilidad jugando todos a la vez durante los primeros días del lanzamiento. Evan Lahti de PC Gamer señaló que la mayoría de los nuevos mapas oficiales en Global Offensive eran solo para los modos de juego Carrera armamentista o Demolición, mientras que los mapas clásicos solo recibieron "ajustes inteligentes" en detalles menores.
Aunque a los críticos les gustaron las versiones de consola del juego, creían que había diferencias obvias entre las versiones de PC y consola. Neigher creía que, debido a jugar con los thumbsticks y los botones laterales, "definitivamente no obtendrás la mejor experiencia de CS:GO". Ron Vorstermans de Gamer.nl dijo que la versión para PC está ahí para jugar a un nivel competitivo más alto. , aunque continuó diciendo que las versiones de consola no son inferiores debido a la superioridad de la PC frente a la competencia. Dyer escribió que la versión de PlayStation 3 tenía una ventaja sobre la versión de Xbox debido a la capacidad de conectar un teclado y un mouse al sistema. Continuó diciendo que la interfaz de usuario en ambas consolas era tan buena como la de la PC. Mark Langshaw de Digital Spy opinó que aunque el juego es compatible con PlayStation Move, usarlo solo hace que el "ya implacable juego sea aún más desafiante".
El juego fue nominado como "Best Spectator Game" en los premios IGN's Best of 2017 Awards, como "eSports Game of the Year" en los Golden Joystick Awards de 2017, 2018 y 2019, para "Mejor juego de eSports" en The Game Awards 2017, The Game Awards 2019 y The Game Awards 2020, y para "Game, eSports" en la 17.ª Academia Nacional Anual del Comercio de Videojuegos. En 2018, el juego fue nominado como "Juego de eSports favorito de los fanáticos" y "Formato de liga de eSports favorito de los fanáticos" con los Majors en los Gamers 'Choice Awards, y como "Título de eSports del año" en los Australian Games Awards.